# بيكالانغ
بيكالانغ هم نوع من ضباط الأمن المحليين في قرية إدارية في بالي إندونيسيا. عادة ما يشاركون في مهام دنيوية مثل التحكم في حركة المرور، ولكن أثناء الأحداث الكبيرة يتم تكليفهم بالأمن العام. يعملون بالتنسيق مع مجموعتين أخريين هما: الدفاع المدني والشرطة. كلاً من الدفاع المدني وبيكالانغ هما قوات أمن محلية ولا يتم إبلاغهما إلا لرئيس القرية، وهو كيبالا ديسا (وهي أقرب إلى بونونج بارانغاي في الفلبين). ومع ذلك تعمل قوات الأمن الثلاثة معاً لتوفير الأمن. قوات الدفاع المدني المحلية وبيكالانغ ليستا ظاهرتين حديثتين حيث تم إنشاؤها لخدمة السياحة. بدلا من ذلك كانت بالي قد أنشأت الدفاع المدني المحلي وبيكالانغ قبل مئات السنين من ظهور السياحة الحديثة. أبلغت هذه القوات تقليديا إلى واحدة من العائلات المالكة لممالك بالي التاريخية، كما نظرت عيونهم وآذانهم. يمكن التعرف على بيكالانغ من خلال الملابس التقليدية والمميزة. أفيد أنه تم نشر حوالي 22.000 بيكالانغ للاحتفالات نيبي (يوم الصمت) في عام 2017.